# خیار ترشی
خیار ترشی به خیاری گفته می‌شود که در تولید خیارشور مورد استفاده قرار می‌گیرد.
معمولاً این خیارها وقتی بین ۴ تا ۸ سانتیمتر قد کشیدند آنها را همراه با سرکه و آب‌نمک و شوید و گاهی سبزیجات خشک به قصد تولید خیاروشر در یک ظرف در بسته قرار می دهند.